# 松井茂之
松井 茂之（まつい しげゆき、1967年9月 - )は、日本の生物統計学者。京都大学大学院医学研究科社会健康医学系専攻医療統計学分野教授。岡山県出身。

## 主な略歴
- 1991年3月 東京理科大学工学部卒業
- 1993年3月 東京理科大学工学研究科経営工学専攻修士課程修了
- 1993年4月 ローヌ・プーランローラー株式会社 研究開発本部統計解析室
- 1998年3月 東京理科大学工学研究科経営工学専攻博士後期課程満期退学
- 1998年4月 大分県立看護科学大学看護学部人間科学講座健康情報科学助手
- 2001年4月 大分県立看護科学大学看護学部人間科学講座健康情報科学講師
- 2002年5月 京都大学大学院医学研究科社会健康医学系専攻薬剤疫学分野助教授
- 2008年7月 情報・システム研究機構 統計数理研究所データ科学研究系准教授
- 2009年10月 情報・システム研究機構 統計数理研究所データ科学研究系教授
- 2013年4月 名古屋大学大学院医学系研究科 臨床医薬学講座生物統計学分野教授[2]
- 2025年4月 京都大学大学院医学研究科社会健康医学系専攻医療統計学分野教授

## 主な受賞
- 2005年 日本計量生物学会奨励賞
- 2014年 日本計量生物学会学会賞

## 著書
- 『臨床試験ハンドブック』朝倉書店、2006年。
- 『Developments in Statistical Evaluation of Clinical Trials』、2014年。